# Покрово-Эннатский монастырь
Покрово-Эннатский мужской монастырь — монастырь Салаватской епархии Русской православной церкви, расположенный в селе Новомихайловка Фёдоровского района Башкортостана. Основан в конце XIX века. Действовал как женский монастырь. С 2000 года после восстановления — мужской монастырь.

## Основание и развитие
Обитель основана помещиками Эннатскими 30 сентября 1893 года как Покровская женская община при церкви села Прасковьино-Васильевка. В 1898 году преобразована в монастырь.
Первый деревянный храм появился в обители 29 июня 1894 г.
В начале 1900-х годов началось строительство кирпичного Покровского собора. Ныне собор заново расписан стенописцем Никаноровым Владимиром Васильевичем с дочерью.
В зрелом возрасте пришла в монастырь Евдокия Яковлевна Суханова. В монастыре она приняла постриг в монахини с именем Евникия. В 1919 году матушка Евникия приняла великую схиму с именем Зосима. В двух километрах от монастыря она ископала источник, от которого болящие стали получать исцеление. Вблизи источника позже был устроен скит с часовней во имя Пресвятой Троицы. Прожила схимонахиня Зосима Эннатская 115 лет. 11 июня 2006 года архиепископ Уфимский и Стерлитамакский Никон (ныне митрополит) совершил чин канонизации преподобной Зосимы Еннатской в лике местночтимых святых.  Мощи святой находятся в Покрово-Эннатском мужском монастыре.
В конце 1917 года монастырь был разграблен.
По ходатайству епископа Никона 19 июля 2000 г. Священным Синодом Русской Православной Церкви было решено открыть на территории поруганной женской обители Покровского мужского монастыря.
За период с 2005 г по 2019 г в монастыре проведена реставрация собора Покрова Пресвятой Богородицы, построены следующие храмы: храм Иконы Божьей Матери Иверской (надвратный), венчальный храм княгини Ольги, Никольский храм, крестильный храм князя Владимира, большой трапезный храм архангела Михаила, домовая церковь Матроны Московской. Построены также: монашеский корпус, гостиница для паломников, паломнический центр, трапезная на 160 человек, пекарня, молочная ферма, скотный двор. 
На святом источнике преподобной Зосимы Эннатской построен Свято-Троицкий скит Покровского мужского монастыря, храм Святого Духа, часовня преподобной  Зосимы Эннатской, домовый храм святого Сергия Радонежского, монашеский корпус, схиигуменский корпус, зоопарк.

## Подворья монастыря
- В 2002 г. приходам церквей во имя Казанской иконы Божией Матери г. Мелеуза и с. Фёдоровки был временно придан статус подворий Покровского монастыря[4].
- Подворье в бывшем селе Васильевка с Николо-Богородским храмом.
- Подворье в поселке Мусино у города Салавата с Церковью в честь Иконы Божией Матери «Неупиваемая чаша».

## Фотогалерея

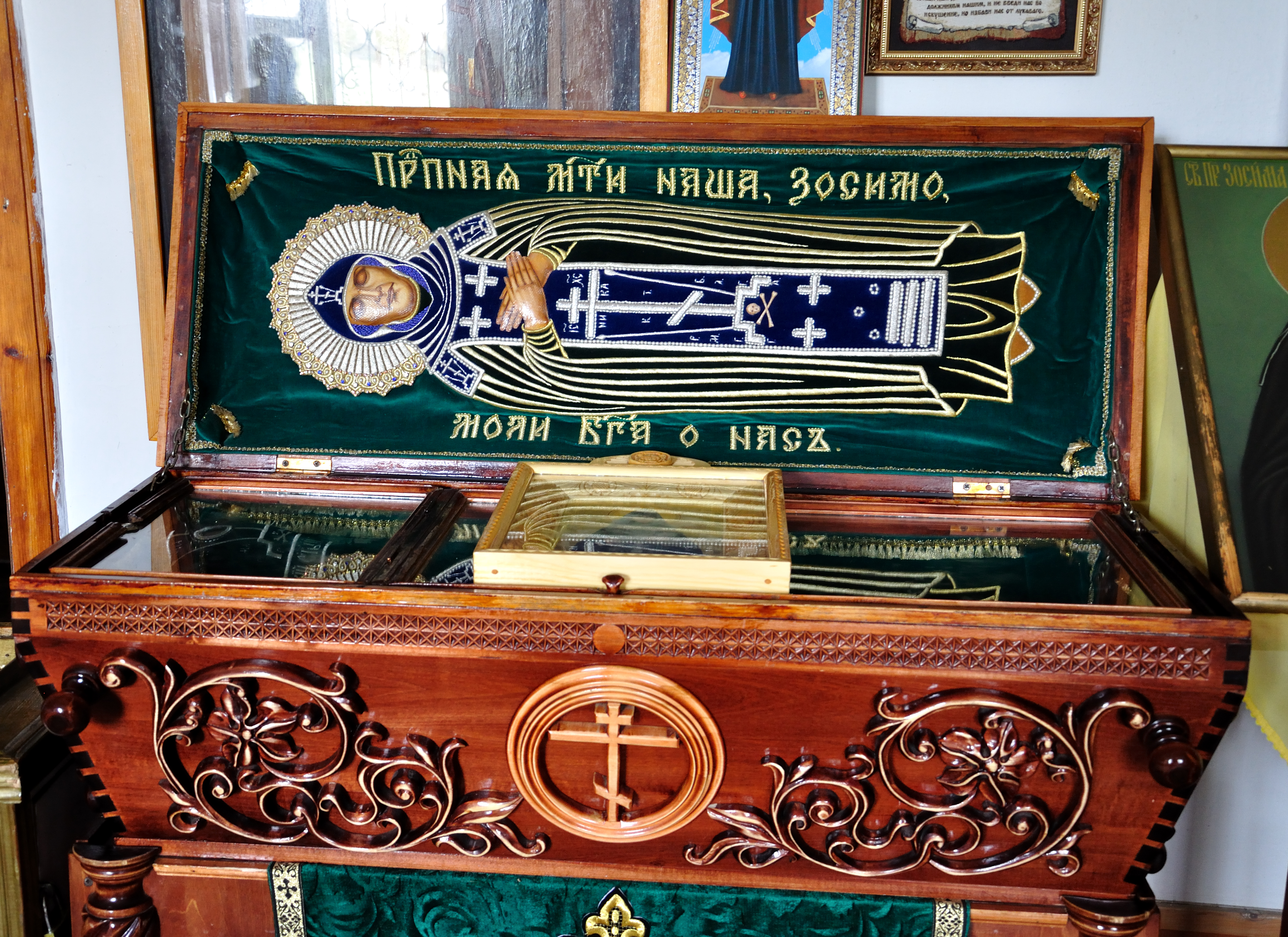
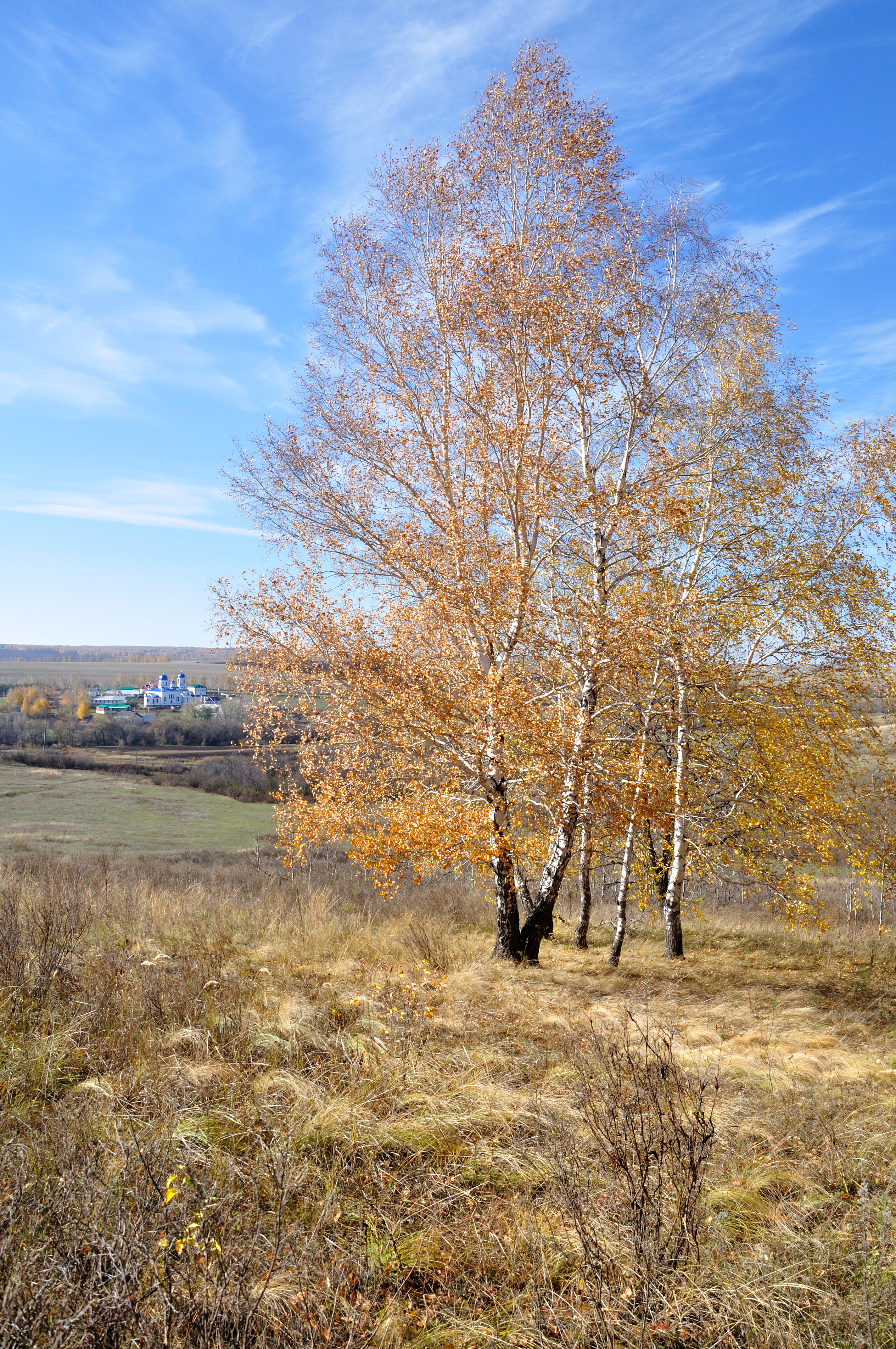
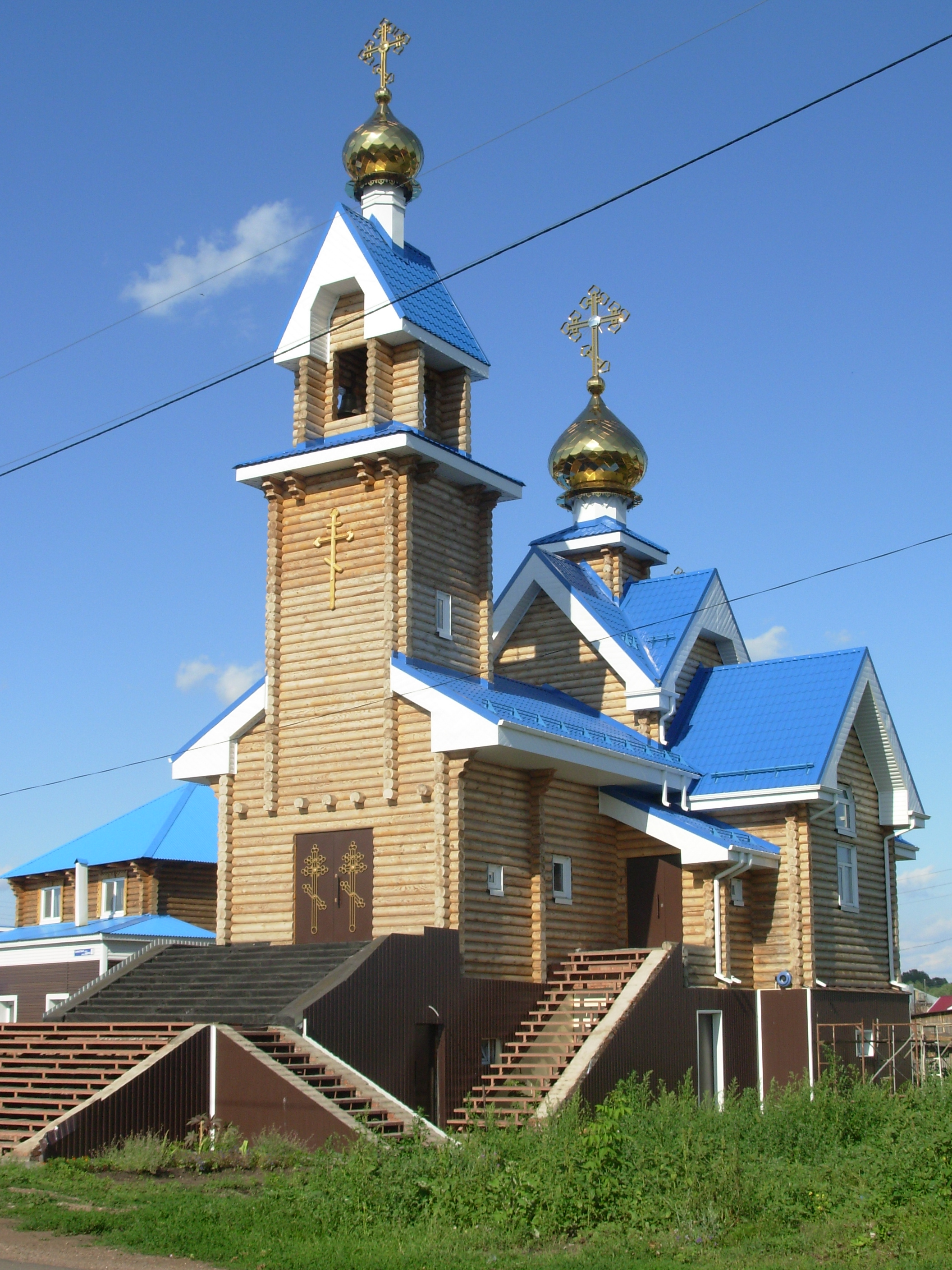
Подворье монастыря в Салавате
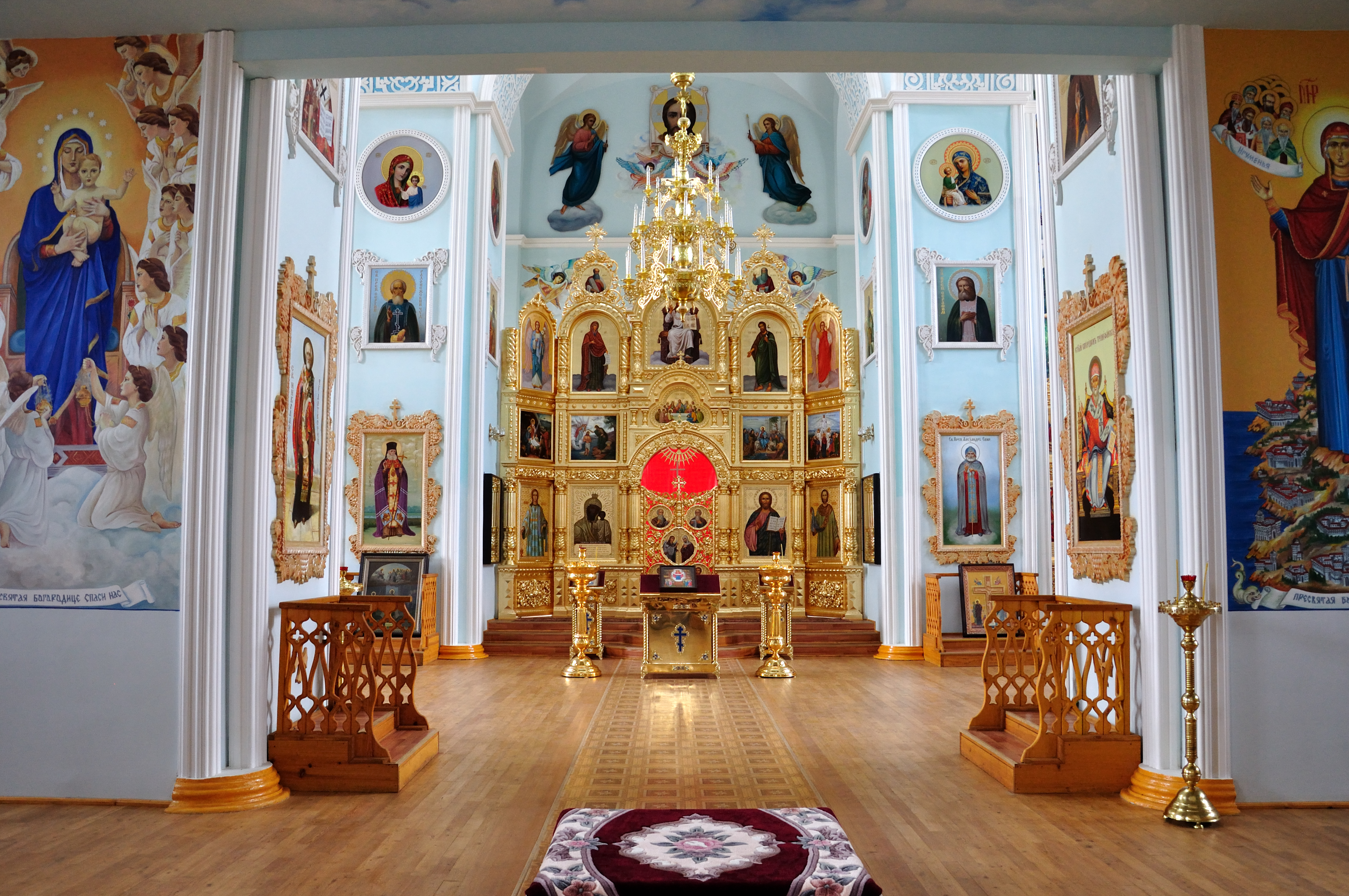
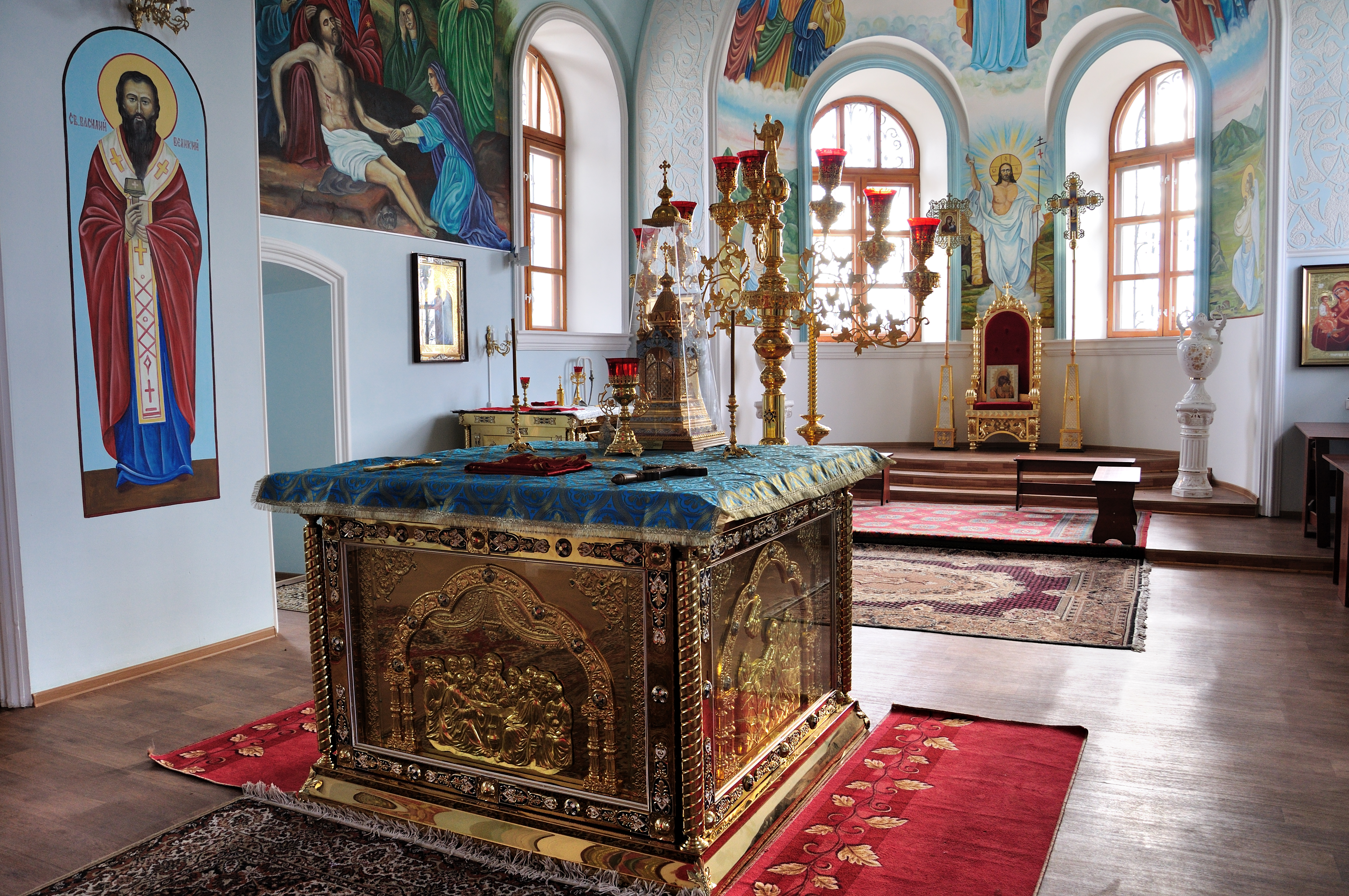
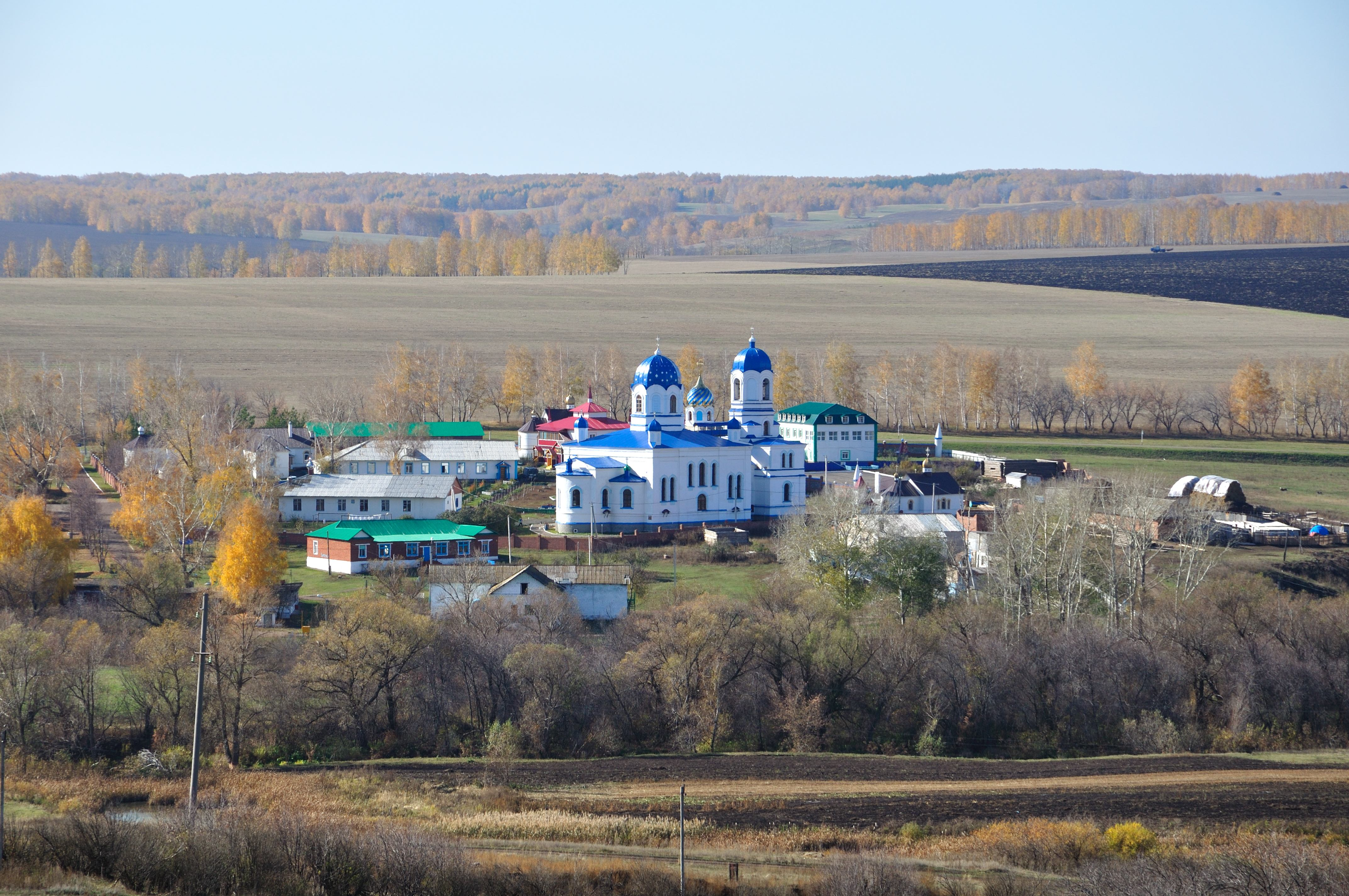
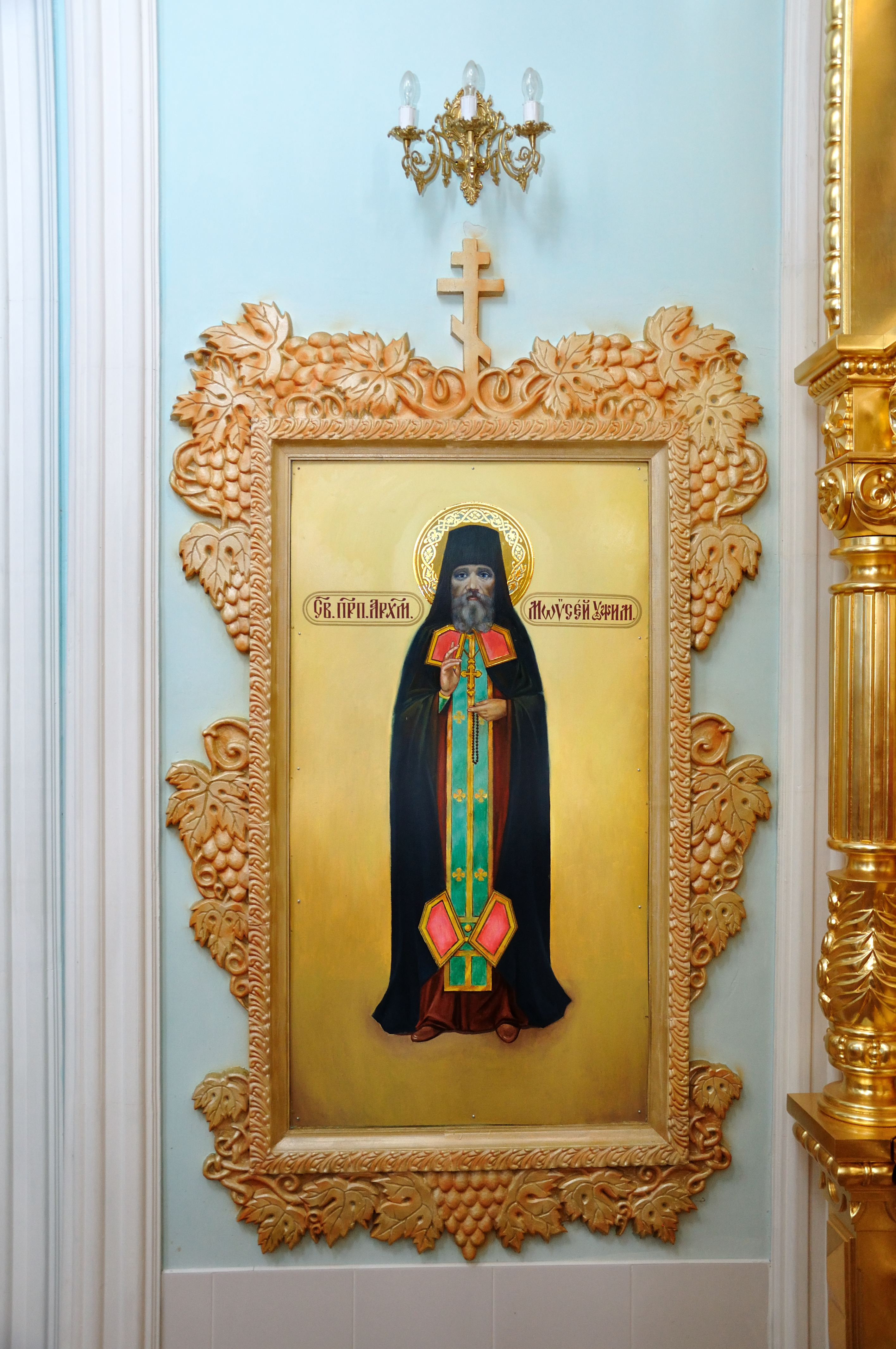
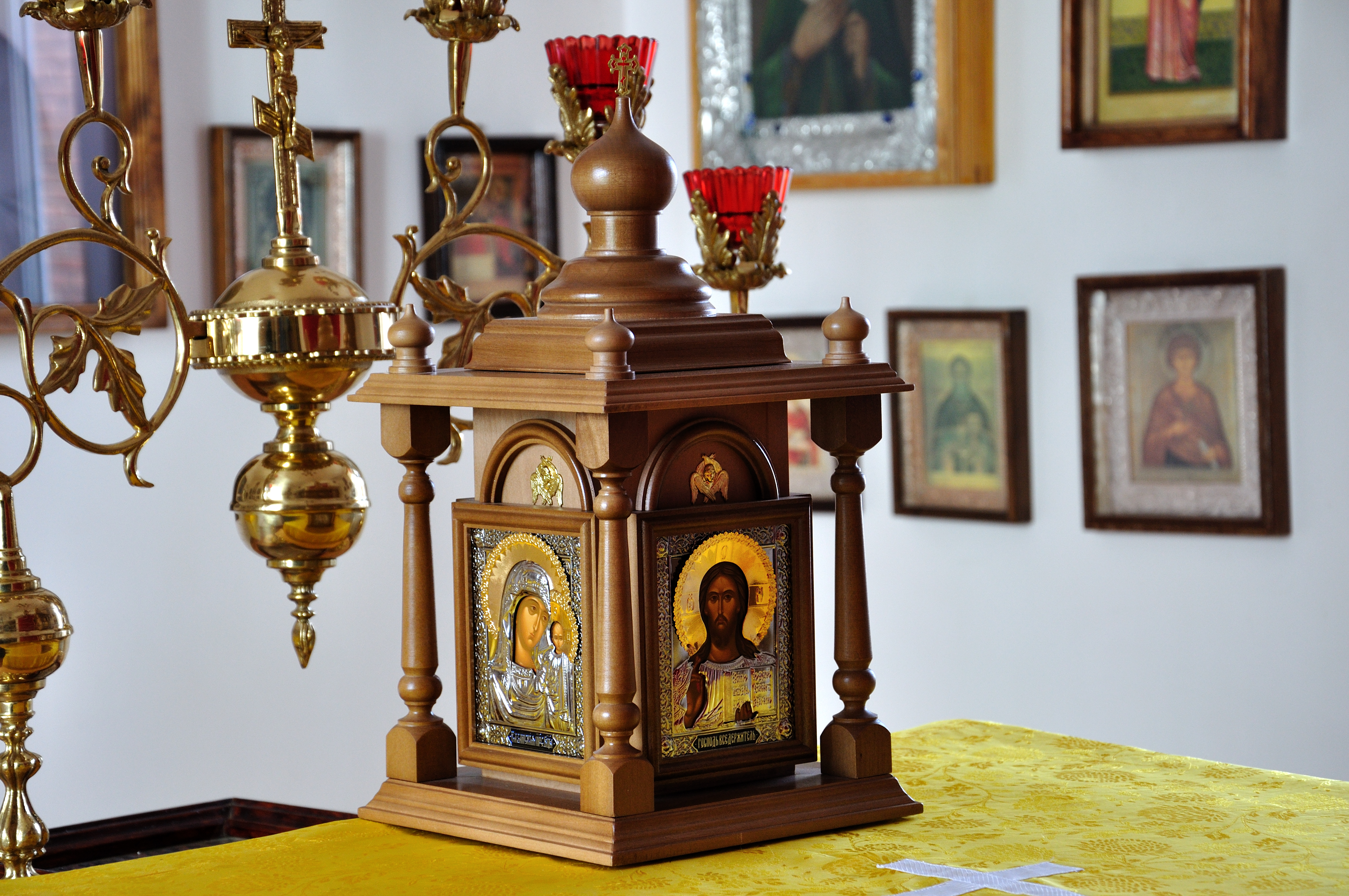
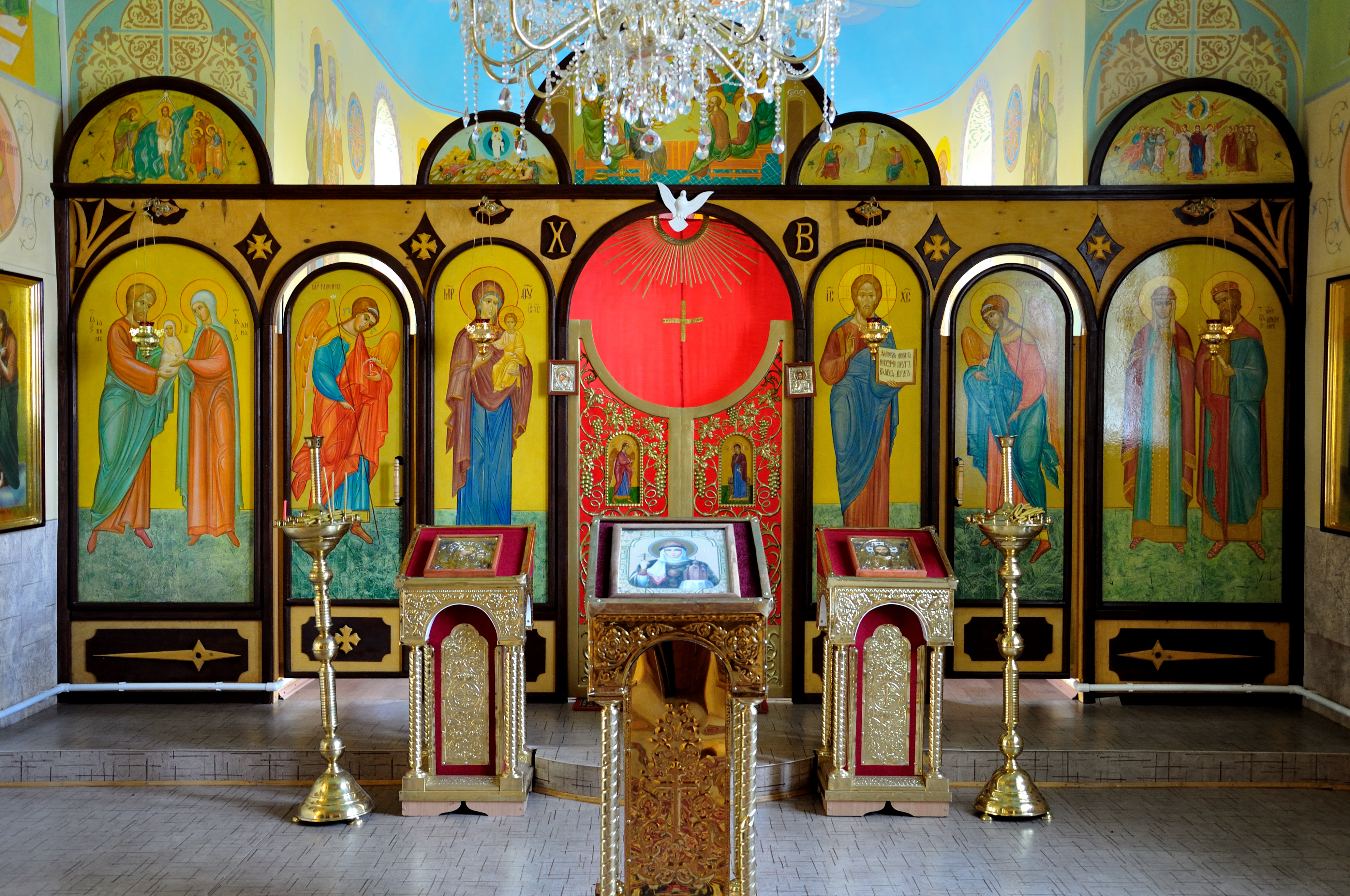
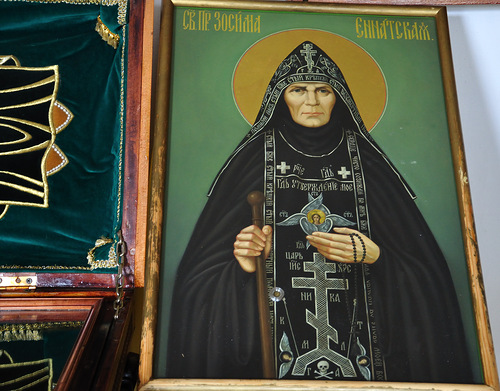
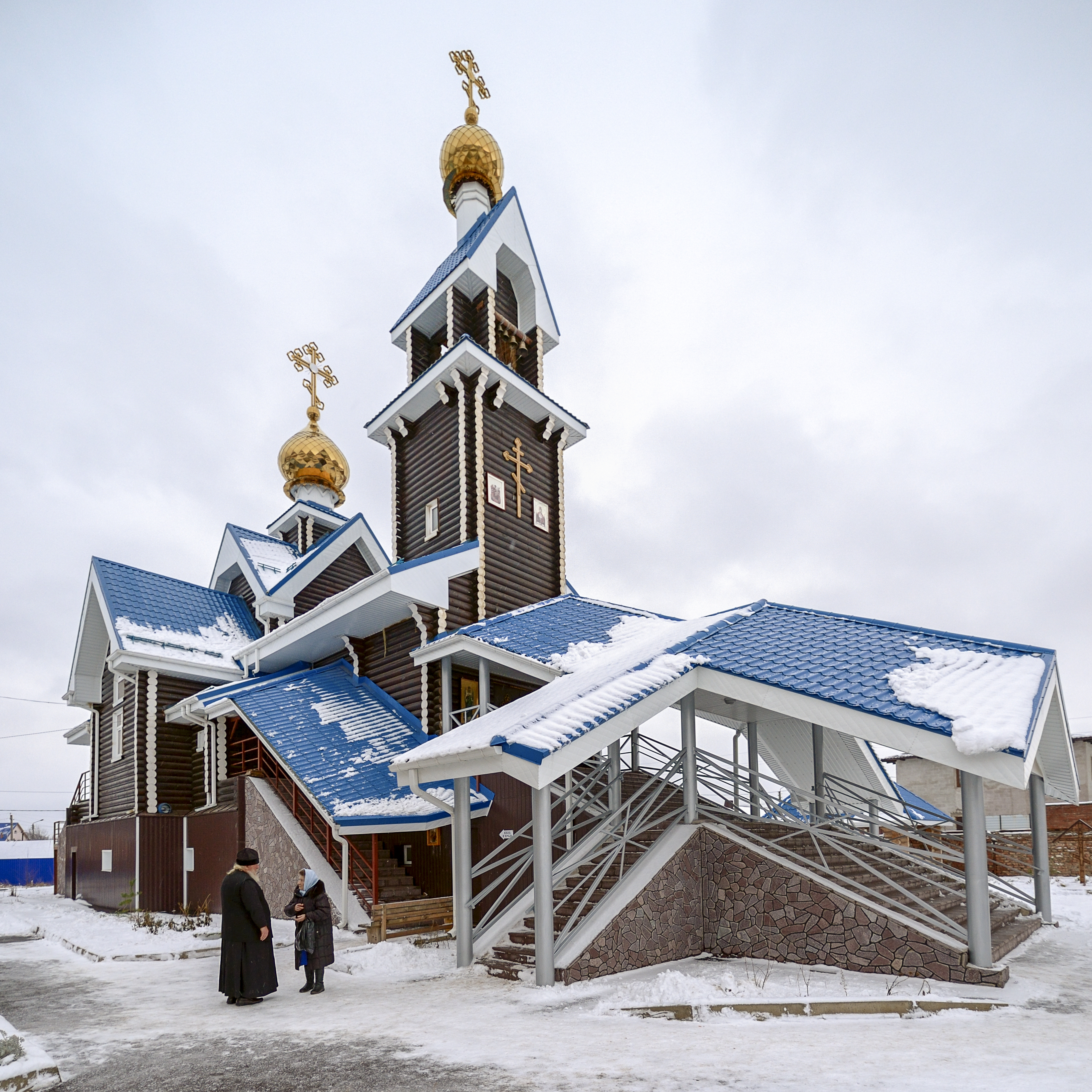
Подворье монастыря в Салавате зимой